# BABAM2
BABAM2 (англ. BRISC and BRCA1 A complex member 2) – білок, який кодується однойменним геном, розташованим у людей на короткому плечі 2-ї хромосоми.  Довжина поліпептидного ланцюга білка становить 383 амінокислот, а молекулярна маса — 43 552.
| 10         |  | 20         |  | 30         |  | 40         |  | 50         |
| ---------- |  | ---------- |  | ---------- |  | ---------- |  | ---------- |
| MSPEVALNRI |  | SPMLSPFISS |  | VVRNGKVGLD |  | ATNCLRITDL |  | KSGCTSLTPG |
| PNCDRFKLHI |  | PYAGETLKWD |  | IIFNAQYPEL |  | PPDFIFGEDA |  | EFLPDPSALQ |
| NLASWNPSNP |  | ECLLLVVKEL |  | VQQYHQFQCS |  | RLRESSRLMF |  | EYQTLLEEPQ |
| YGENMEIYAG |  | KKNNWTGEFS |  | ARFLLKLPVD |  | FSNIPTYLLK |  | DVNEDPGEDV |
| ALLSVSFEDT |  | EATQVYPKLY |  | LSPRIEHALG |  | GSSALHIPAF |  | PGGGCLIDYV |
| PQVCHLLTNK |  | VQYVIQGYHK |  | RREYIAAFLS |  | HFGTGVVEYD |  | AEGFTKLTLL |
| LMWKDFCFLV |  | HIDLPLFFPR |  | DQPTLTFQSV |  | YHFTNSGQLY |  | SQAQKNYPYS |
| PRWDGNEMAK |  | RAKAYFKTFV |  | PQFQEAAFAN |  | GKL        |  |            |

A: Аланін

C: Цистеїн

D: Аспарагінова кислота

E: Глутамінова кислота

F: Фенілаланін

G: Гліцин

H: Гістидин

I: Ізолейцин

K: Лізин

L: Лейцин

M: Метіонін

N: Аспарагін

P: Пролін

Q: Глутамін

R: Аргінін

S: Серин

T: Треонін

V: Валін

W: Триптофан

Кодований геном білок за функціями належить до регуляторів хроматину, фосфопротеїнів. 
Задіяний у таких біологічних процесах як апоптоз, клітинний цикл, поділ клітини, пошкодження ДНК, репарація ДНК, мітоз, убіквітинування білків, ацетиляція, альтернативний сплайсинг. 
Локалізований у цитоплазмі, ядрі.